# Indiga
Indiga (rusky Индига) je řeka v Něneckém autonomním okruhu v Archangelské oblasti v Rusku. Je 193 km dlouhá. Povodí má rozlohu 3790 km².

## Průběh toku
Protéká přes Malozemelskou tundru. Na horním toku překonává katarakty a peřeje, zatímco dolní tok klidně protéká v široké dolině. Ústí do Indigské zátoky Barentsova moře.

## Vodní stav
Zdroj vody je převážně sněhový. Zamrzá na konci října až na začátku listopadu a rozmrzá v květnu.

## Využití
Vodní doprava je možná při přílivu do vzdálenosti 25 km od ústí.